# Elistà
Elistà (en calmuc: Элст, Elst; rus: Элиста́, Elistà) és la capital de la República de Calmúquia, un subjecte federal de la Federació Russa.

## Història
Elistà fou fundada el 1865 com un petit establiment. El novembre de 1920, esdevingué el centre administratiu de l'Oblast Autònom Calmuc. A començaments del 1930, fou transformada en una petita ciutat mercès les polítiques de col·lectivització de Ióssif Stalin que forçaren molts calmucs a abandonar el seu modus vivendi tradicional basat en la ramaderia nòmada, per a adoptar el sedentarisme urbà. L'octubre de 1935, Elistà fou reconeguda com a capital de la República Socialista Soviètica Autònoma dels Calmucs.
Elistà fou el punt extrem de la Unió Soviètica on arribà l'exèrcit alemany durant la Segona Guerra Mundial. Els alemanys l'ocuparen l'agost de 1942, i l'Exèrcit roig l'alliberà el 31 de desembre de 1942. El 27 de desembre de 1943, la República Socialista Soviètica Autònoma dels Calmucs fou dissolta i els calmucs residents foren exiliats a Sibèria i a l'Àsia central per ordre de Stalin, que els acusà d'haver col·laborat amb l'ocupant. Elistà fou repoblada amb russos ètnics i el nou li fou canviat pel de Stepnoi (rus Степно́й). Va mantenir aquest nom fins al 1957, quan els supervivents de les deportacions foren autoritzats a tornar de l'exili.
Des del 1991 és capital de la república de Calmúquia. El president de la república des d'aleshores, Kirsan Iliumjínov, ha reformat totalment l'arquitectura urbana, abandonant el model comunista tradicional que caracteritza altres ciutats russes i retornant al model budista, reforçat després de les Olimpiades d'escacs del 1998. i la visita del 14è Dalai Lama el desembre de 2005.

## Geografia

### Clima
| Paràmetres climàtics mitjans de Elistà | Paràmetres climàtics mitjans de Elistà | Paràmetres climàtics mitjans de Elistà | Paràmetres climàtics mitjans de Elistà | Paràmetres climàtics mitjans de Elistà | Paràmetres climàtics mitjans de Elistà | Paràmetres climàtics mitjans de Elistà | Paràmetres climàtics mitjans de Elistà | Paràmetres climàtics mitjans de Elistà | Paràmetres climàtics mitjans de Elistà | Paràmetres climàtics mitjans de Elistà | Paràmetres climàtics mitjans de Elistà | Paràmetres climàtics mitjans de Elistà | Paràmetres climàtics mitjans de Elistà |
| Mes                                    | Gen.                                   | Feb.                                   | Mar.                                   | Abr.                                   | Mai.                                   | Jun.                                   | Jul.                                   | Ago.                                   | Set.                                   | Oct.                                   | Nov.                                   | Des.                                   | Anual                                  |
| -------------------------------------- | -------------------------------------- | -------------------------------------- | -------------------------------------- | -------------------------------------- | -------------------------------------- | -------------------------------------- | -------------------------------------- | -------------------------------------- | -------------------------------------- | -------------------------------------- | -------------------------------------- | -------------------------------------- | -------------------------------------- |
| Temperatura màxima registrada °C (°F)  | 14,5 (58,1)                            | 17,6 (63,7)                            | 22,6 (72,7)                            | 29,0 (84,2)                            | 37,2 (99)                              | 39,8 (103,6)                           | 43,3 (109,9)                           | 40,9 (105,6)                           | 38,7 (101,7)                           | 32,7 (90,9)                            | 20,1 (68,2)                            | 15,4 (59,7)                            | 43,3 (109,9)                           |
| Temperatura mínima registrada °C (°F)  | −31,0 (−23,8)                          | −29,2 (−20,6)                          | −21,0 (−5,8)                           | −8,9 (16)                              | −1,3 (29,7)                            | 4,0 (39,2)                             | 9,3 (48,7)                             | 7,1 (44,8)                             | −0,4 (31,3)                            | −8,8 (16,2)                            | −21,2 (−6,2)                           | −28,4 (−19,1)                          | −31,0 (−23,8)                          |
| Temperatura diària màxima °C (°F)      | −1,2 (29,8)                            | −0,8 (30,6)                            | 6,2 (43,2)                             | 16,1 (61)                              | 22,9 (73,2)                            | 28,5 (83,3)                            | 31,7 (89,1)                            | 30,6 (87,1)                            | 23,8 (74,8)                            | 15,2 (59,4)                            | 5,9 (42,6)                             | 0,6 (33,1)                             | 15,0 (59)                              |
| Temperatura diària mínima °C (°F)      | −6,6 (20,1)                            | −7,0 (19,4)                            | −2,0 (28,4)                            | 5,3 (41,5)                             | 11,1 (52)                              | 16,1 (61)                              | 18,9 (66)                              | 17,5 (63,5)                            | 11,8 (53,2)                            | 5,8 (42,4)                             | −0,2 (31,6)                            | −4,6 (23,7)                            | 5,5 (41,9)                             |
| Precipitació total mm (polzades)       | 23,9 (0,9)                             | 20,6 (0,8)                             | 27,1 (1,1)                             | 31,3 (1,2)                             | 43,5 (1,7)                             | 48,9 (1,9)                             | 35,4 (1,4)                             | 28,7 (1,1)                             | 33,0 (1,3)                             | 32,0 (1,3)                             | 30,3 (1,2)                             | 28,9 (1,1)                             | 383,6 (15,1)                           |
| Font: Элиста погода                    |                                        |                                        |                                        |                                        |                                        |                                        |                                        |                                        |                                        |                                        |                                        |                                        |                                        |

### La ciutat dels escacs
L'afició als escacs del milionari president Iliujínov va fer que impulsés la construcció a la ciutat d'un gran complex dedicat als escacs, anomenat Chess City, que ha acollit tres torneigs de la FIDE d'àmbit mundial: Les XXXIII Olimpíades d'escacs el 1998, el Campionat del món d'escacs femení el 2004 i el Campionat del món d'escacs de 2006.

## Galeria de fotos

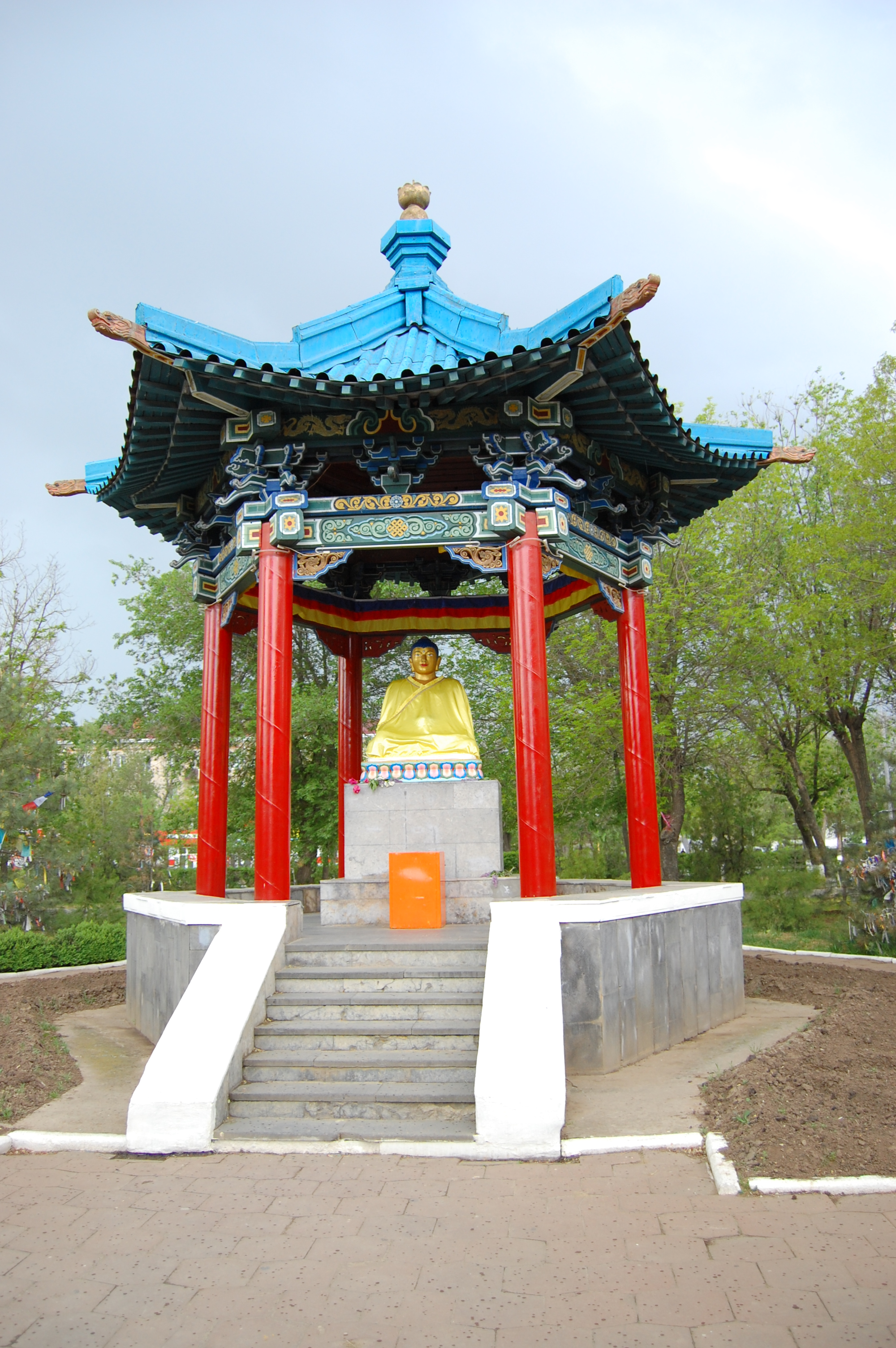
Estàtua de Buda al centre d'Elistà
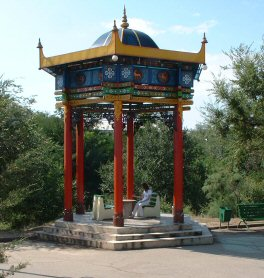
Centre per jugar als escacs
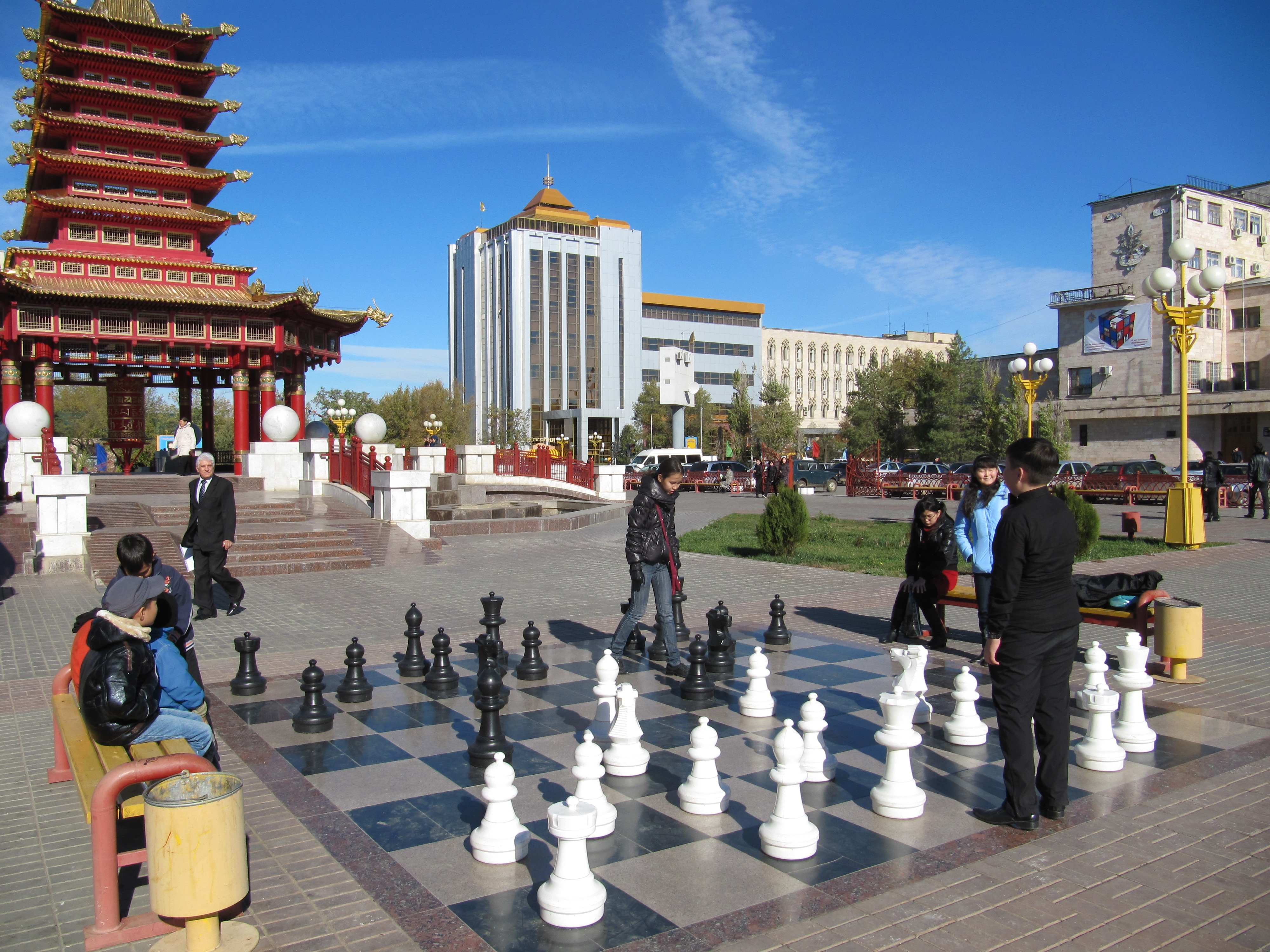